# Mamidikuduru
Mamidikuduru est un village du district de Konaseema dans l'État d'Andhra Pradesh en Inde. 
Selon le recensement de l'Inde de 2011, la localité compte une population de 5 295 habitants.